# 韓国ヤクルト
株式会社エイチワイ（에치와이）は、日本のヤクルト本社の関連会社であり、韓国において乳酸菌飲料「ヤクルト」、その他飲料およびラーメンも手がけるメーカーである。旧社名は、韓国ヤクルト（한국야쿠르트）。

## 来歴
1969年11月26日、韓国ヤクルト乳業として日本と韓国との合弁会社として設立される。1996年3月10日に韓国ヤクルトに社名変更した。
日本のヤクルト本社と同様、「ヤクルト・アジュンマ」（日本でいうヤクルトレディ）による販売も行われている。
2012年1月1日にはラーメン事業部を分社化し株式会社パルドを設立。パルド（八道、PALDO、팔도）ブランドで即席ラーメン等を製造販売し日本やロシア、アメリカ、香港等、海外約30カ国への輸出も行っている。
2021年3月、「株式会社エイチワイ(hy)」に社名を変更した。新社名の「Hy」は韓国ヤクルト（Hangook Yakult）の頭文字を取ったものである。

## 協賛
- 韓国野球委員会　2013年・2014年のレギュラーシーズンの協賛スポンサーとして「7evenプロ野球」[3]と名乗っていた。